# Баіс Ярослав Фарідович
Яросла́в Фарі́дович Баі́с —  (нар.8 серпня 1995, Одеса — пом. 29 липня 2022; Молодіжне, Кальміуський район, Донецька область) — український військовик, вояк полку «Азов», Національної гвардії України, позивний «Август». Нагороджений медаллю «Операція Об'єднаних сил. За звитягу та вірність», орденом «За мужність» III ступеня (посмертно).

## Життєпис

### Навчання
Народився в Одесі. Мріяв стати моряком, тож після закінчення 7-й Гімназії у 2012 році поступив у Одеський національний морський університет. Цікавився історією України, всесвітньою історією, писав музику. Після загибелі близького друга (у 2016 році) вирішив приєднатися до лав полку «Азов».
Закінчивши четвертий курс університету, наприкінці вересня 2016 року, Ярослав зібрав речі і поїхав на курс молодого бійця. Він успішно впорався і долучився до лав омріяного полку «Азов».
П'ятий курс [морського університету] син закінчував заочно, вже на службі, між ротаціями. Він майже одразу після підписання контракту 1 лютого 2017 року відправився у зону бойових дій. Другий контракт Ярослав у 2020 підписав вже молодшим лейтенантом, через рік отримав звання лейтенанта.— згадує матір воїна Марина Баіс

### Служба
Брав участь в АТО/ООС на Донеччині. Початок повномасштабної війни зустрів разом із побратимами в Маріуполі. На той момент Ярослав обіймав посаду заступника командира роти по роботі з особовим складом. З перших днів російського вторгнення боронив місто. Пройшов запеклі бої на заводі «Азовсталь», а потім разом із товаришами потрапив у ворожий полон, з якого вже не повернувся, як і десятки його друзів.

## Загибель
За словами матері воїна, весь час на «Азовсталі» Ярослав був на зв'язку з родиною. Останнє повідомлення від Ярослава вона отримала 15 липня 2022 р., а через два тижні він загинув внаслідок теракту в Оленівці. До свого дня народження хлопець не дожив 10 днів — йому виповнилось би 27 років.
Вже після загибелі в Оленівці родина дізналася, що на «Азовсталі» Ярослав отримав звання старшого лейтенанта.
Нагороджений Орденом «За мужність» III ступеня (посмертно).
Розпорядженням голови Одеської ОДА, начальника Одеської ОВА від 10.12.2024 в Одесі вулицю Висоцького, в районі де він мешкав і навчався, перейменовано на його честь на вул. Ярослава Баіса.